# Verwaltungsgliederung Polen-Litauens

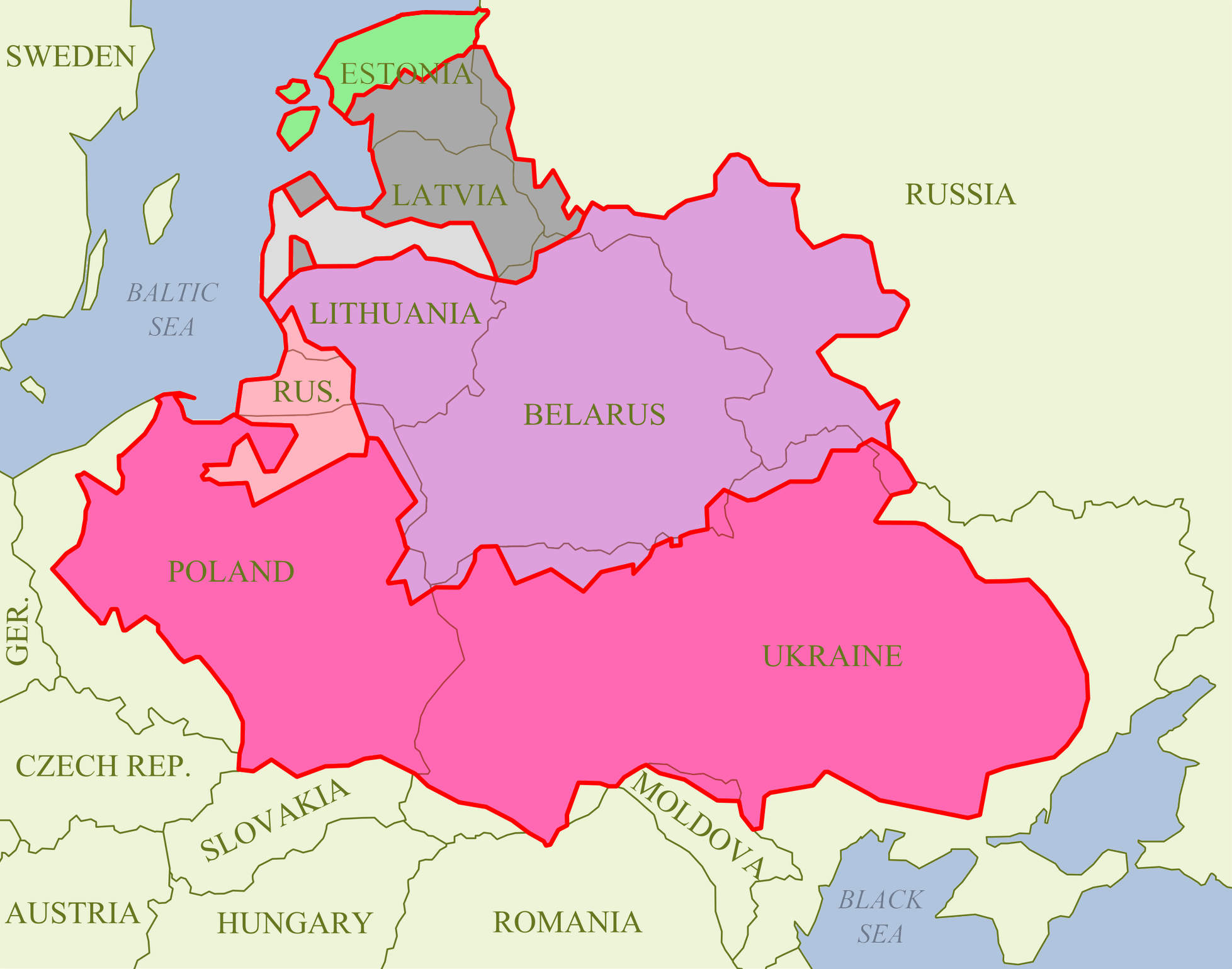
Polen-Litauen 1619 und heutige Staaten:
rotviolett = Königreich Polen,
blauviolett = Großfürstentum Litauen,
dunkelgrau = Herzogtum Livland,
rosa und hellgrau = Lehen,
grün = schwedisch und dänisch

Das Gebiet der polnisch-litauischen Adelsrepublik (1569–1795) bestand aus dem Gebiet der Polnischen Krone, eingeteilt in die Provinzen Großpolen und Kleinpolen, die jeweils weit mehr als das frühere Herzogtum gleichen Namens umfassten, aus dem Großfürstentum Litauen, das in etwa dem Gebiet der heutigen Staaten Litauen und Belarus entsprach, sowie seit 1582 Livland, das eine Art Kondominium der beiden Reichsteile bildete. Nicht in die Republik integriert waren die Lehensgebiete Kurland, Herzogliches Preußen und die hinterpommerschen Lande Lauenburg und Bütow. Erst wenige Jahre vor dem Ende der Adelsrepublik wurde das den Krakauer Bischöfen gehörende schlesische Herzogtum Siewierz formal angeschlossen.
Unter dieser Großeinteilung standen die Woiwodschaften, lateinisch Palatinatus, die wiederum in Powiats eingeteilt waren (etwa Landkreise).
Die Bezeichnung Herzogtum, polnisch Księstwo, lateinisch Ducatus, wird einerseits für die großen Herrschaftsgebiete benutzt, in die Polen im Hochmittelalter zerfallen war und deren Herzogswürde die polnischen Könige seither in ihrem vollständigen Titel führten, andererseits für kleine Gebiete, die auf gleicher Ebene wie die Woiwodschaften standen.
Die Bezeichnung Land, polnisch Ziemia, lateinisch Terra, stand teilweise nur für Powiats mit eigenständiger Vergangenheit, war in der ausgedehnten Woiwodschaft Ruthenien um Lemberg dagegen eine zwischengeschaltete Ebene über den Powiats.

## Liste

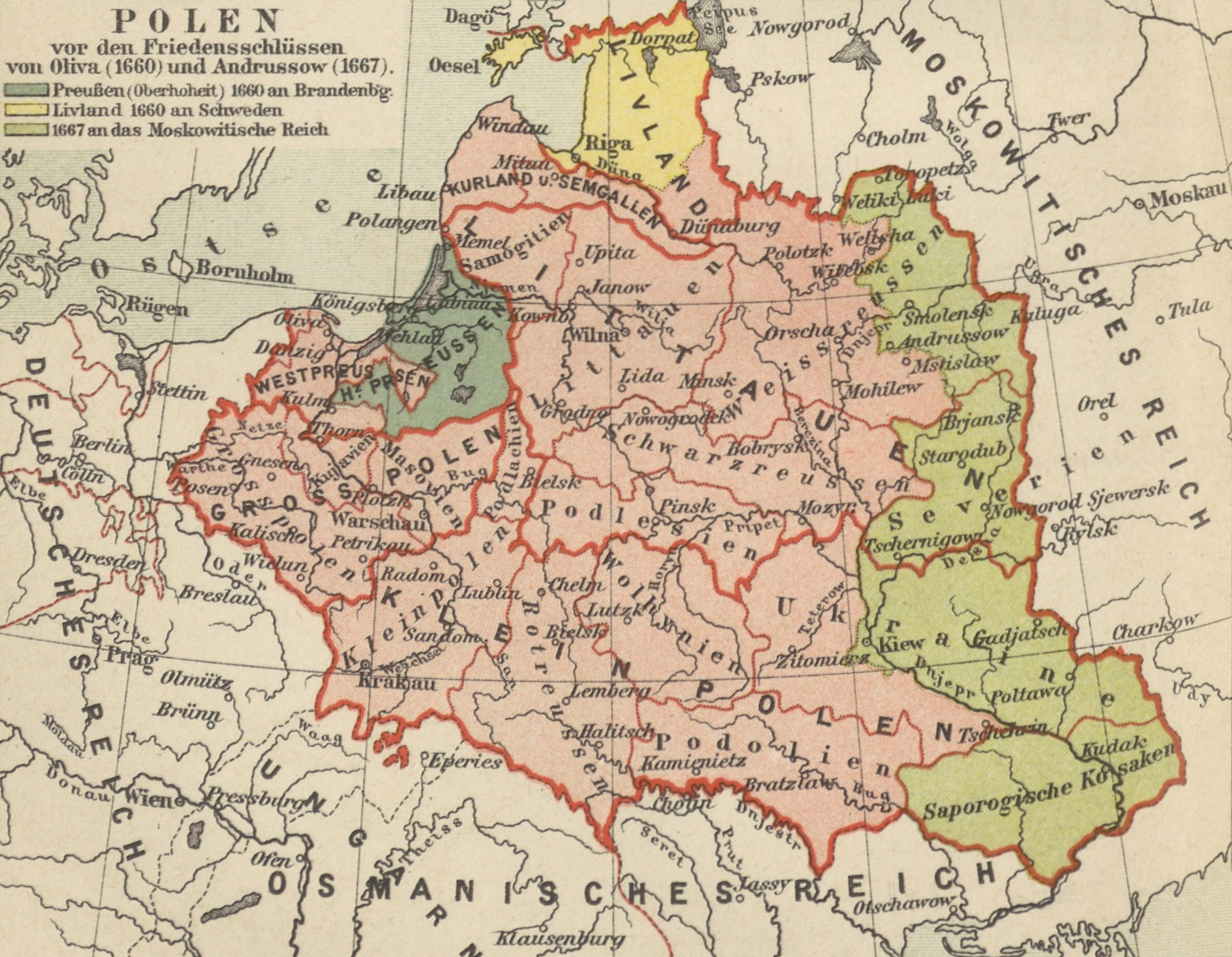
Polen im 17. Jahrhundert

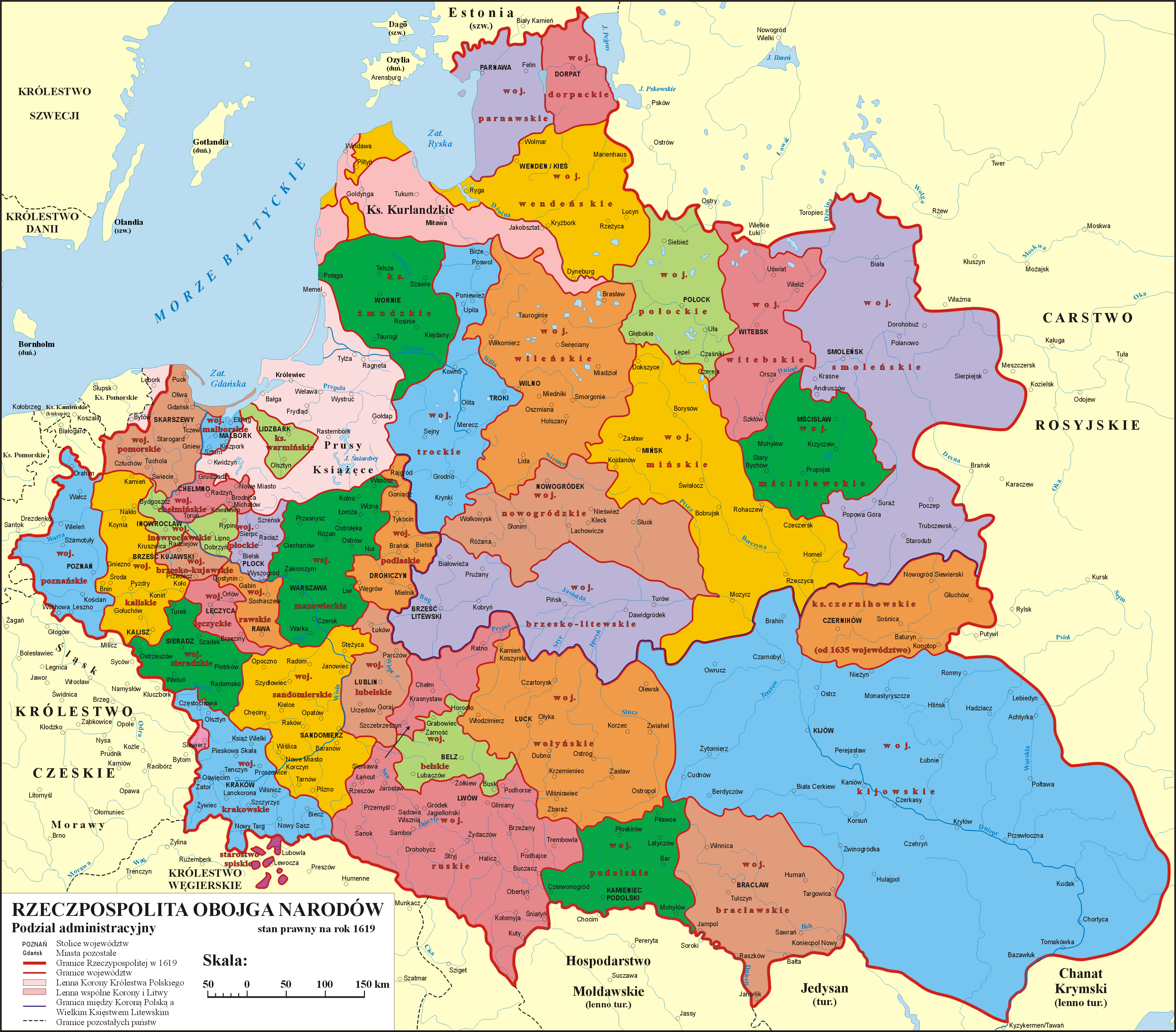
Woiwodschaften und Lehen der polnischen Adelsrepublik

### Provinz Großpolen
Die Provinz Großpolen (Prowincja wielkopolska) umfasste das Gebiet der Herzogtümer Großpolen und Masowien und das Königliche Preußen.

#### Woiwodschaften im Herzogtum Großpolen (mitKujawien)
- Woiwodschaft Posen, Sitz in Posen (poln. Poznań) (Województwo poznańskie) mit dem Land Wschowa, dt. Fraustadt
- Woiwodschaft Kalisz, Sitz in Kalisz (Województwo kaliskie)
- Woiwodschaft Gnesen, Sitz in Gnesen (poln. Gniezno) (Województwo gnieźnieńskie), 1768–1793
- Woiwodschaft Sieradz, Sitz in Sieradz (Województwo sieradzkie), 
  - Land Sieradz
  - Weluner Land
- Woiwodschaft Łęczyca, Sitz in Łęczyca (Województwo łęczyckie)
  - Land Łęczyca
- Woiwodschaft Brześć Kujawski, Sitz in Brześć Kujawski (d. h. Kujawisches Brest) (Województwo brzeskokujawskie)
- Woiwodschaft Inowrocław, Sitz in Inowrocław (Województwo inowrocławskie) mit dem Dobriner Land

#### Woiwodschaften im Herzogtum Masowien
- Woiwodschaft Rawa, Sitz in Rawa Mazowiecka (Województwo rawskie)
- Woiwodschaft Płock, Sitz in Płock (Województwo płockie)
- Woiwodschaft Masowien, Sitz in Warschau (Województwo mazowieckie)

#### Woiwodschaften im Königlichen Preußen
- Woiwodschaft Kulm, Sitz in Kulm (poln. Chełmno) (Województwo chełmińskie)
- Woiwodschaft Marienburg, Sitz in Marienburg (poln. Malbork) (Województwo malborskie)
- Woiwodschaft Pommerellen, Sitz seit 1613 in Schöneck (poln. Skarszewy), (Województwo pomorskie)
- Fürstbistum Ermland, (poln. Warmia), Sitz in Heilsberg (poln. Lidzbark Warmiński) (Księstwo warmińskie)

### Provinz Kleinpolen
Die Provinz Kleinpolen (Prowincja małopolska) umfasste außer dem Herzogtum Kleinpolen auch ruthenische Besitzungen Polens, und zwar Galizien, Podolien, Wolynien und große Teile der Ukraine. Ein Großteil dieser Gebiete hatte (teilweise in Form von Vasallenstaaten) seit dem 14./15. Jahrhundert zum Großfürstentum Litauen gehört und waren erst mit der Lubliner Union an den polnischen Reichsteil gegangen.

#### Woiwodschaften im HerzogtumKleinpolen
- Woiwodschaft Krakau, Sitz in Krakau (poln. Kraków) (Województwo krakowskie), umfasste außer den Powiats noch
  - das Pfandgebiet Zips (pl. Spisz, slvk. Spiš, ung. Szepes), formalrechtlich ein Teil des Königreichs Ungarn
  - das Herzogtum Auschwitz (Oświęcim, Księstwo oświęcimskie)
  - das Herzogtum Zator (Księstwo zatorskie)
- Woiwodschaft Sandomir, Sitz in Sandomir, (poln. Sandomierz), (Województwo sandomierskie)
- Woiwodschaft Lublin, Sitz in Lublin, (Województwo lubelskie)
- Herzogtum Siewierz 1790–1795
- Woiwodschaft Podlachien, Sitz in Drohiczyn, (Województwo podlaskie), eingeteilt in:
  - Land Bielsk (Ziemia bielska)
  - Land Drohiczyn (Ziemia drohicka)
  - Land Mielnik (Ziemia mielnicka)

#### Woiwodschaften in Ruthenien
- Woiwodschaft Ruthenien, Sitz in Lemberg, (Województwo ruskie), eingeteilt in:
  - Lemberger Land (dt. Lemberg, ukr. Lwiw, Ziemia lwowska)
  - Przemyśler Land (Ziemia przemyska)
  - Sanoker Land (Ziemia sanocka)
  - Halitscher Land (Ziemia halicka)
  - Chełmer Land (Ziemia chełmska)
- Woiwodschaft Bełz, Sitz in Bełz (ukr. Bels), (Województwo bełskie)
- Woiwodschaft Wolhynien, Sitz in Łuck (ukr. Luzk), (Województwo wołyńskie)
- Woiwodschaft Podolien, Sitz in Kamieniec Podolski (ukr. Kamanjez-Podilskyj), (Województwo podolskie)
- Woiwodschaft Kiew, Sitz in Kiew, ab 1667 in Żytomierz (ukr. Schytomyr), (Województwo kijowskie)
- Woiwodschaft Bracław, Sitz in Bracław (ukr. Brazlaw), (Województwo bracławskie)
- Woiwodschaft Czernihów, Sitz in Czernihów (ukr. Tschernihiw), (Województwo czernihowskie), 1635–1667

### Großfürstentum Litauen
Neun Woiwodschaften und ein Herzogtum:
- Woiwodschaft Wilna, Sitz in Wilna (lit. Vilnius, poln. Wilno) (Województwo wileńskie)
- Woiwodschaft Troki, Sitz in Trakai (poln. Troki) (Województwo trockie)
- Woiwodschaft Nowogródek, Sitz in Nowogródek (belaruss. Nawahradak, poln. Nowogródek) (Województwo nowogródzkie)
- Woiwodschaft Brześć Litewski, Sitz in Brest (poln. Brześć Litewski) (Województwo brzeskolitewskie)
- Woiwodschaft Minsk, Sitz in Minsk (Województwo mińskie)
- Woiwodschaft Mścisław, Sitz in Mszislau (belaruss. Мсьціслаў, poln. Mścisław (Województwo mścisławskie))
- Woiwodschaft Witebsk, Sitz in Wizebsk (belaruss., poln. Witebsk) (Województwo witebskie)
- Woiwodschaft Połock, Sitz in Polazk (belaruss., poln. Połock) (Województwo połockie)
- Woiwodschaft Smolensk, Sitz in Smolensk (Województwo smoleńskie) 1611–1667
- Herzogtum Samogitien (lit. Žemaitija) (dt. auch Niederlitauen, pl. Żmudź) (Księstwo żmudzkie)

### Livland
Pl. Inflanty, seit 1598 drei Woiwodschaften:
- Woiwodschaft Wenden, Sitz in Wenden, lett. Cēsis (Województwo wendeńskie), mit dem Stift Pilten (lett. Piltene) in Kurland.
- Woiwodschaft Dorpat, Sitz in Dorpat, lett. Tartu (Województwo dorpackie)
- Woiwodschaft Pernau, Sitz in Pernau (estn. Pärnu, pl. Parnawa) (Województwo parnawskie)

nach 1620 nur noch eine
- Woiwodschaft Livland, lettgallisches Restgebiet der Woiwodschaft Wenden, Sitz in Dünaburg, (lett. Daugavpils, pl. Dyneburg) (Województwo inflanckie)